# Jerónimo de la Fuente
Jerónimo de la Fuente (Rosario, 24 febbraio 1991) è un rugbista a 15 argentino, che gioca nel ruolo di tre quarti centro con i Jaguares in Super Rugby.

## Biografia
De la Fuente crebbe rugbisticamente nel Duendes, club originario di Rosario, con il quale fece il suo esordio nel 2011, anno in cui si aggiudicò il Nacional de Clubes. Egli rimase sempre affiliato alla squadra dove era maturato, ma, a partire dal 2014, i vari impegni a più alti livelli non gli permisero di scendere in campo con la divisa verde-nera, ad eccezione di un solo un incontro del Nacional de Clubes disputato nel marzo 2018.
Nel gennaio 2013 fu annunciata la sua inclusione nella rosa dei Pampas XV che quell'anno avrebbero preso parte alla Vodacom Cup. Oltre alla partecipazione al torneo sudafricano, con la selezione argentina egli giocò anche l'edizione 2015 della Pacific Rugby Cup che vinse segnando una meta nella finale. A partire dal 2016 disputa il Super Rugby con la franchigia argentina dei Jaguares, con la quale nell'edizione 2018 per la prima volta raggiunse i quarti di finale del torneo.
A livello internazionale, De la Fuente prese parte al Campionato mondiale giovanile di rugby 2011 con la selezione argentina di categoria. Le stagioni internazionali 2012 e 2013 le giocò nella Nazionale di rugby a 7 dell'Argentina, disputando sia le World Series di quegli anni sia il mondiale del 2013. Il suo esordio con l'Argentina avvenne l'anno successivo, durante le fasi finali del Campionato sudamericano di rugby 2014. Sempre nel 2014 affrontò l'Irlanda nei due incontri del tour sudamericano dei britannici, partecipò al The Rugby Championship 2014 e fu convocato per il tour di fine anno dei Pumas in Europa. Il 2015 lo vide giocare sia il campionato sudamericano che la versione ridotta del The Rugby Championship. Al termine di quest'ultimo torneo fu annunciata la sua inclusione nella squadra argentina per la Coppa del Mondo di rugby 2015, competizione della quale saltò un solo incontro tra quelli disputati dalla sua nazionale, la quale si classificò quarta. A partire dal 2016, è diventato una presenza costante con i Pumas, non ha, infatti, mancato nessuna edizione del The Rugby Championship, così come ha sempre preso parte alle squadre selezionate per i test-matches estivi ed autunnali.

## Palmarès
- Nacional de Clubes: 1
Duendes: 2011
- Pacific Rugby Cup : 1
Pampas XV: 2015
- Campionati sudamericani: 2
Argentina: 2014, 2015